# احمدعلی بیدآبادی
احمد بیدآبادی سرلشکر نیروی زمینی ارتش در دوره پهلوی بود و او در زمان انقلاب ۵۷ مسئولیت فرمانداری نظامی تبریز را برعهده داشت.

## زندگینامه
در شهریور ۱۳۵۷ و با بالاگرفتن تحرکات انقلابیون در سراسر ایران، دستور حکومت نظامی سراسری از سوی فرماندهی ارتش صادر می‌شود. بیدآبادی که در ان زمان فرمانداری نظامی تبریز را برعهده داشت، مسئول اجرای این حکومت نظامی می‌شود.

### دستگیری و اعدام
وی در جریان انقلاب ۵۷ دستگیر‌ و به خانه قاضی طباطبائی منتقل می‌شود. بیدآبادی پس دستگیری به دستور قاضی طباطبائی به تهران فرستاده می‌شود. در تهران صادق خلخالی او را به اتهام مفسد فی الارض بودن به اعدام محکوم می‌کند.‌ او در دادگاه به کشتن ۱۷ نفر از مردم تبریز که در تظاهرات ضد حکومتی شرکت داشتند متهم می‌شود. صادق خلخالی در گفتگویی مدعی می‌شود که او در دادگاه از کشتن افرادی که در حمله به کلانتری تبریز دست داشتند، ابراز ندادمت نداشته است.